# برزیل در المپیک تابستانی ۱۹۸۸
برزیل در بازی‌های المپیک تابستانی ۱۹۸۸ که در شهر سئول کره جنوبی برگزار شد، کاروان برزیل با ۱۷۱ ورزشکار در این رقابت‌ها شرکت کرد و موفق به کسب ۶ مدال (۱ طلا، ۲ نقره، ۳ برنز) شد. در جدول رتبه‌بندی توزیع مدال‌ها، برزیل در ردهٔ ۲۴ مسابقات قرار گرفت.